# Kalkgrasland (BWK)
Een kalkgrasland is een karteringseenheid in de Biologische Waarderingskaart (BWK) van Vlaanderen en het Brussels Hoofdstedelijk Gewest met als code 'hk'.
In de vegetatiekunde wordt dit biotoop vertegenwoordigd door de kalkgrasland-associatie (Gentiano-Koelerietum) uit de klasse van kalkgraslanden (Festuco-Brometea).
Het dotterbloemgrasland staat gewaardeerd als 'Biologisch zeer waardevol'.

## Naamgeving, etymologie en codering
- BWK-code: hk
- Syntaxoncode (Nederland): 15Aa1 Kalkgrasland (Gentiano-Koelerietum)
- Natura 2000 code: 6210 - Droge natuurlijke graslanden en struikvormende faciës op kalkhoudende bodems
- Corine biotope: 34.3 Festuco-Brometea. Dense perennial grasslands and middle European steppes
- Eunis Habitat Types: E1.23 Sub-Atlantic semi-dry calcareous grasslands

## Kenmerken
Kalkgraslanden zijn te vinden op matig droge tot droge hellingen waar kalkrijke bodems dagzomen, vooral op hellingen die naar het zuiden georiënteerd zijn. Ze zijn in Vlaanderen uiterst zeldzaam en, waar aanwezig, soortenarm vergeleken met kalkgraslanden in Wallonië en Frankrijk.
Op kalkgraslanden gelijkende vegetatietypes zijn wel te vinden in mesofiele hooilanden (hu).
Kalkgraslanden zijn over het algemeen soorten- en bloemrijke graslanden met een zeer goed gestructureerde kruidlaag met zowel grassen, grasachtige planten en kruiden. Ook de moslaag is meestal goed ontwikkeld, met vooral bladmossen. De boomlaag is afwezig, de struiklaag zwak ontwikkeld.

### Soortensamenstelling
Indicatieve soorten voor kalkgraslanden zijn in Vlaanderen de aarddistel, blauwgras, duifkruid, kleine pimpernel, grote centaurie, geel zonneroosje, gevinde kortsteel, kalkwalstro, ruige scheefkelk, smal fakkelgras en voorjaarsganzerik.
Voor een compleet overzicht van de indicatieve soorten en begeleidende soorten, zie de kalkgraslandassociatie.

## Verspreiding en voorkomen
Kalkgraslanden vinden we nauwelijks in Vlaanderen. Ze komen enkel voor in het zuidoosten van Limburg, op de Tiendeberg in Kanne en op tumuli ten zuiden van Tongeren.